# Parkolási díj

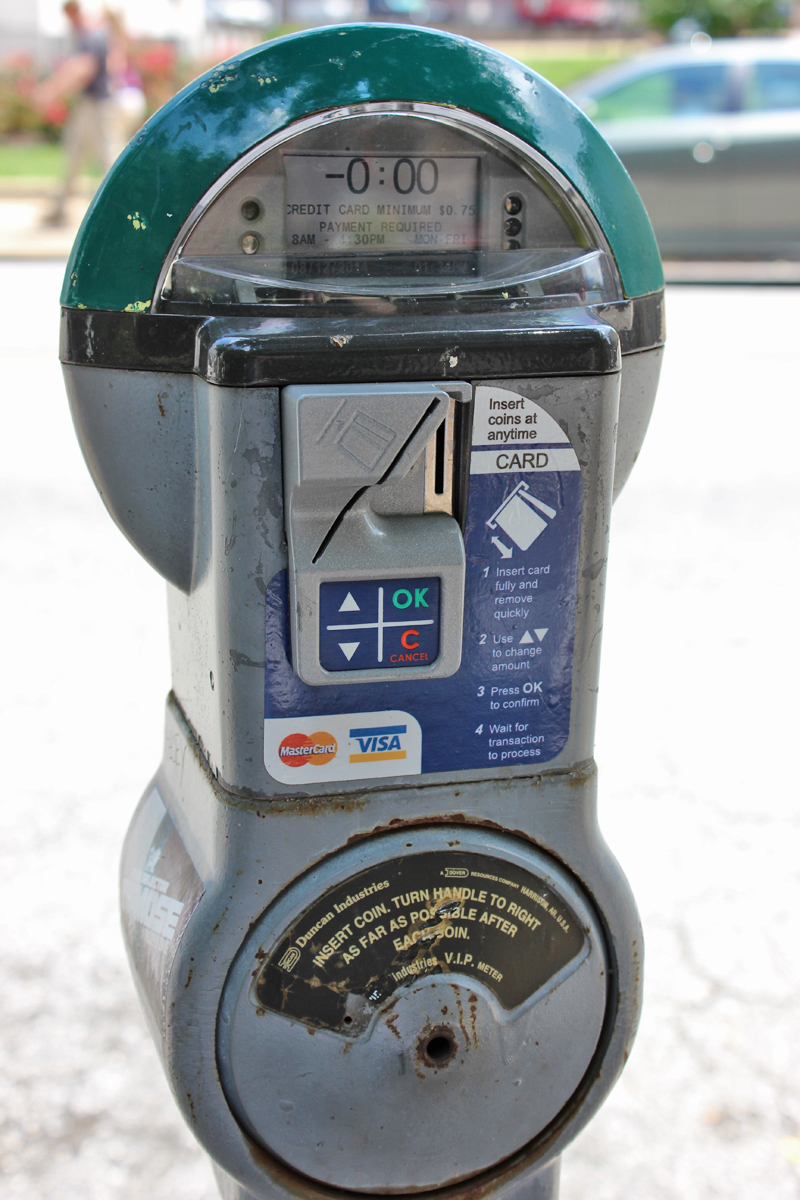
Érmés és bankkártyás fizetést is lehetővé tevő parkolóóra

A parkolási díj a korlátozott számú parkolóhely elosztását segítő eszköz a városok vezetőinek kezében.
A parkolási díjat a járműtulajdonosok fizetik az arra kijelölt közterületeken való parkolásért. A parkolási díj tipikusan időalapú (X Ft/óra), de előfordulnak alkalom alapú díjfizetési kötelezettségek is.
Magyarország legnagyobb parkolási rendszerét Budapest üzemelteti, ahol előre megváltott parkolójeggyel lehet az arra kijelölt közterületeken parkolni.
A bevásárlóközpontok parkolóházai magánterületek, ott a tulajdonosok döntése határozza meg a parkolás módját. Ott tipikusan utólag kell fizetni.